# Stráž u Tachova

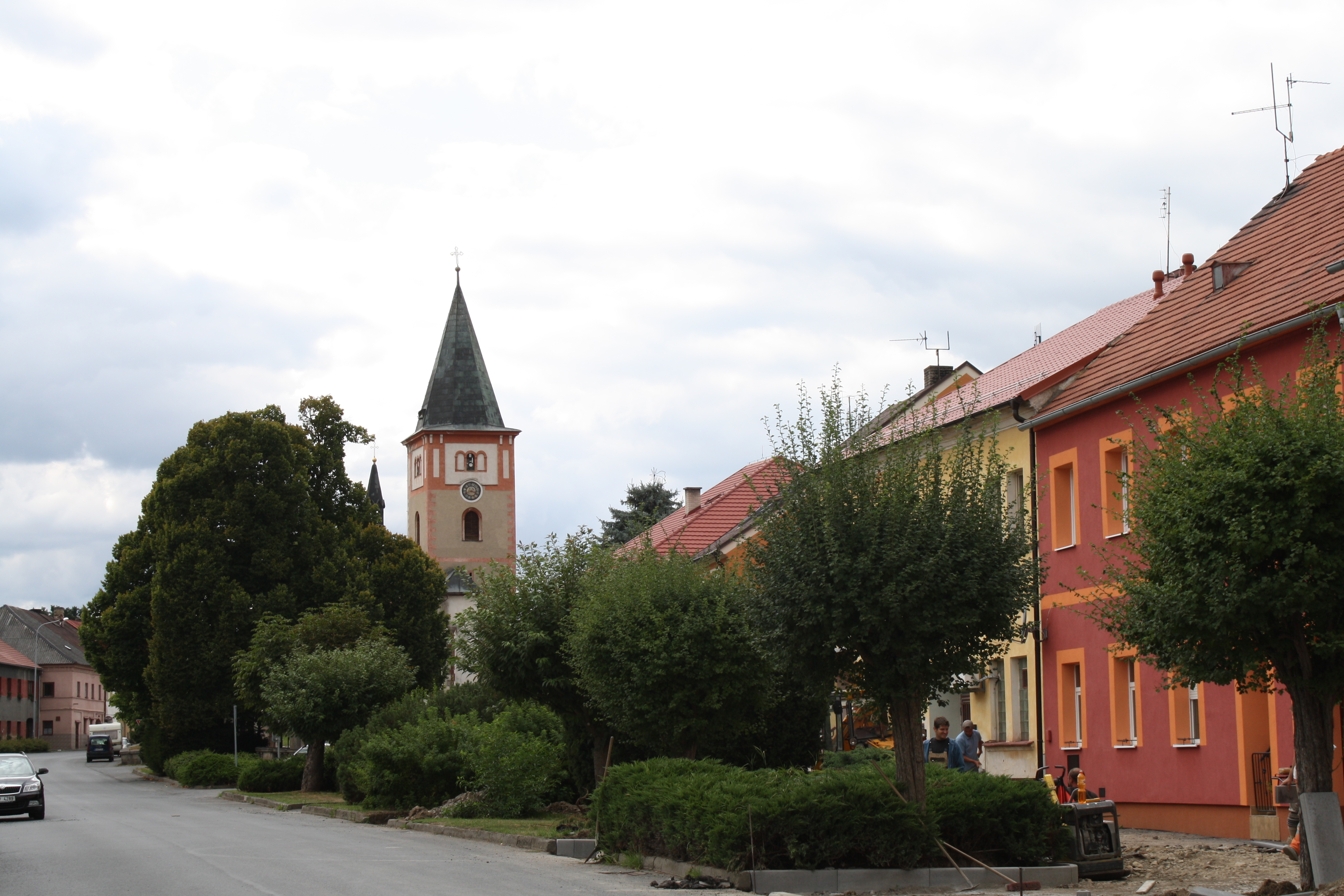
Stráž (Neustadtl)

Stráž (deutsch Neustadtl) ist eine Minderstadt mit 1333 Einwohnern (Stand: 1. Januar 2023)  in Tschechien. Sie liegt 5 km südlich von Bor in einer Höhe von 448 m ü. M. an der Úhlavka.

## Geschichte
Die erste Erwähnung von Neustadtl stammt aus dem Jahre 1331. Es unterstand als Kammerstädtchen der königlichen Burg Přimda (deutsch Burg Pfraumberg). Johann von Böhmen erteilte am 23. August 1331 dem Ort Privilegien, die denen der Königlichen Städte entsprachen. 1429 kam Neystatl in den Besitz der Schwanberger. Bei dem Stadtbrand von 1876 wurden über die Hälfte vernichtet und 118 Häuser zerstört. 1910 erhielt Neustadtl einen Eisenbahnanschluss an die Städte Tachau und Taus. 1938 hatte der Ort 218 Häuser, von den 976 Einwohnern waren 926 Deutsche, 31 Juden und 19 Tschechen. Heute sind es ohne die Ortsteile 720 Einwohner.
Neustadtl gehörte bis zum Ende des Ersten Weltkriegs 1918 zum Königreich Böhmen als Teil Österreich-Ungarns. Nach dem Zerfall der Doppelmonarchie gehörte es zur Tschechoslowakei. Nach dem Münchner Abkommen wurde der Ort dem Deutschen Reich zugeschlagen und gehörte bis 1945 zum Landkreis Tachau im Regierungsbezirk Eger des Reichsgau Sudetenland.
Nach dem II. Weltkrieg 1945 wurden, auf der Basis der Beneš-Dekrete, die deutschen Einwohner vertrieben parallel dazu wurde der Ort mit tschechischen Neubürgern aus anderen Landesteilen besiedelt.
Seit 2007 hat der Ort wieder den Status eines Městys.

## Sehenswürdigkeiten

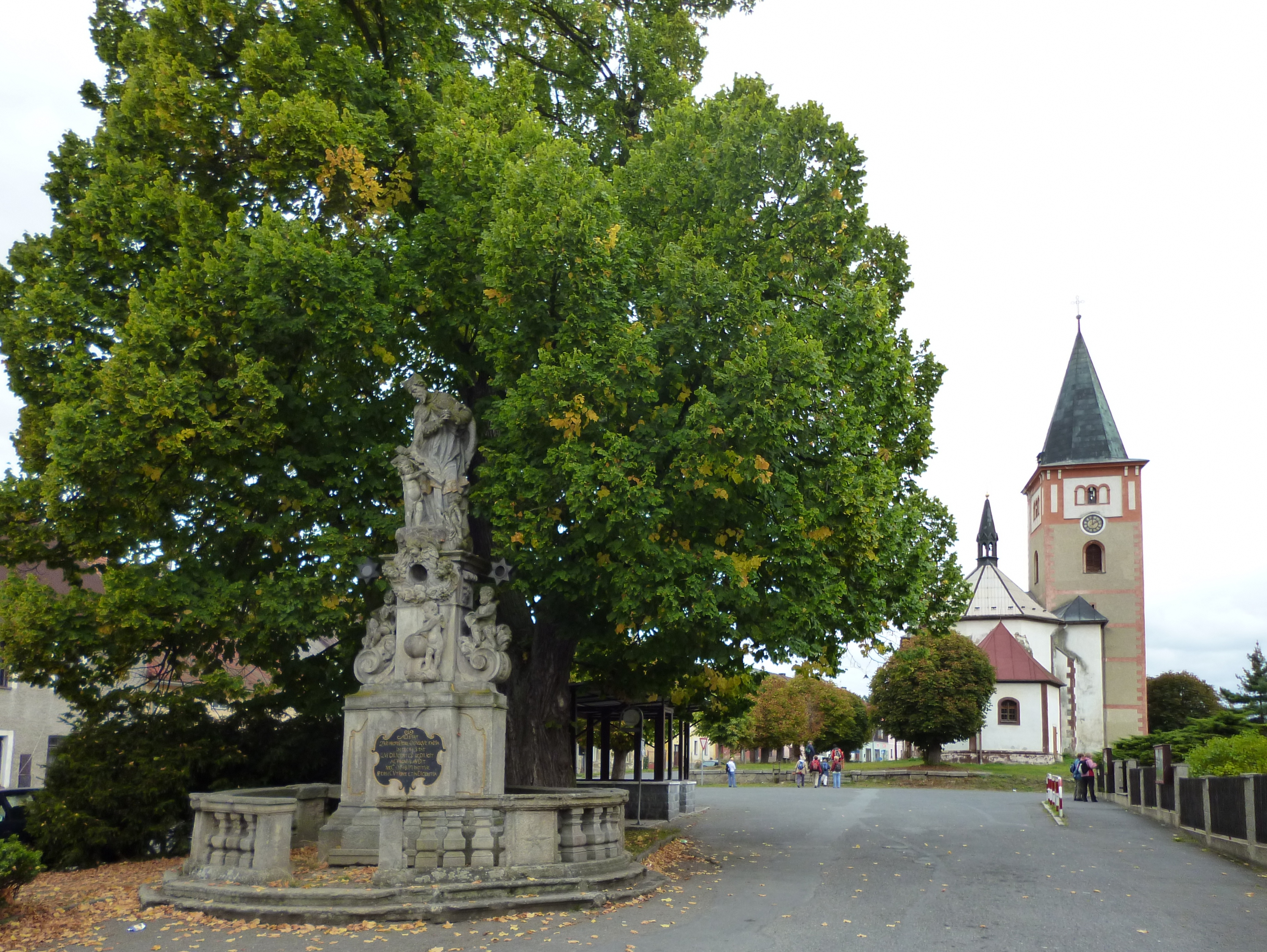
Marktplatz mit Kirche des hl. Wenzel und Statue der hl. Johannes von Nepomuk

Bedeutendstes Baudenkmal ist die am Markt befindliche Wenzelskirche. Sie wurde 1384 errichtet und weist romanische und gotische Merkmale auf. Die Ausstattung der Kirche ging beim Brand von 1876 verloren und wurde 1878 erneuert. Die barocke Kirche Johannes der Täufer auf dem Friedhof wurde 1734 errichtet.
Im Osten der Stadt an der Straße nach Bor (deutsch Haid) liegt an einer Heilquelle die 1525 erbaute Heiliggeistkirche. Die ursprüngliche Kapelle wurde im Laufe der Zeit zu einer Wallfahrtskirche vergrößert und 1915 im Barockstil renoviert.
Im Zentrum des Ortes finden sich einige barocke Häuser. Weiterhin sind Steinkreuze und eine neogotische Maria-Lourdes-Kapelle von 1899 zu finden.
Nordwestlich der Ortschaft Richtung Souměř (deutsch Zummern) auf einem Hügel liegt der unter Denkmalschutz gestellte jüdische Friedhof. Bereits im 14. Jahrhundert siedelten in Stráž Juden, die 1330 diesen Friedhof gründeten. Stráž gehört zu den ältesten jüdischen Ansiedlungen in Westböhmen.

## Persönlichkeiten
Der aus dem Bayerischen stammende Bildhauer Johann Christoph Artschlag, siedelte sich in Neustadtl an und schuf u. a. 1722 die Statue der hl. Johannes Nepomuk unterhalb der Wenzelskirche in Neustadtl sowie den Hauptaltar der Nikolaikirche in Haid.

## Söhne und Töchter des Ortes
- Edmund Weil (16. April 1879; † 15. Juni 1922 in Prag), Mediziner und Bakteriologe, Entdecker der Weil-Kafka- und der Weil-Felix-Reaktion

## Gemeindegliederung
Die Gemeinde Stráž besteht aus den Ortsteilen Bernartice (Pernatitz), Bonětice (Großwonetitz), Bonětičky (Kleinwonetitz), Borek (Wurken), Dehetná (Dehenten), Jadruž (Godrusch), Olešná (Elsch), Souměř (Zummern), Strachovice (Strachowitz), Stráž und Valcha (Walk). Grundsiedlungseinheiten sind Bernartice, Bonětice, Bonětičky, Borek, Dehetná, Jadruž, Olešná, Souměř, Strachovice und Stráž.
Das Gemeindegebiet gliedert sich in die Katastralbezirke Bernartice u Stráže, Bonětice, Bonětičky, Borek u Tachova, Dehetná, Jadruž, Olešná, Souměř, Strachovice u Bernartic und Stráž u Tachova.